# クイニーアマン

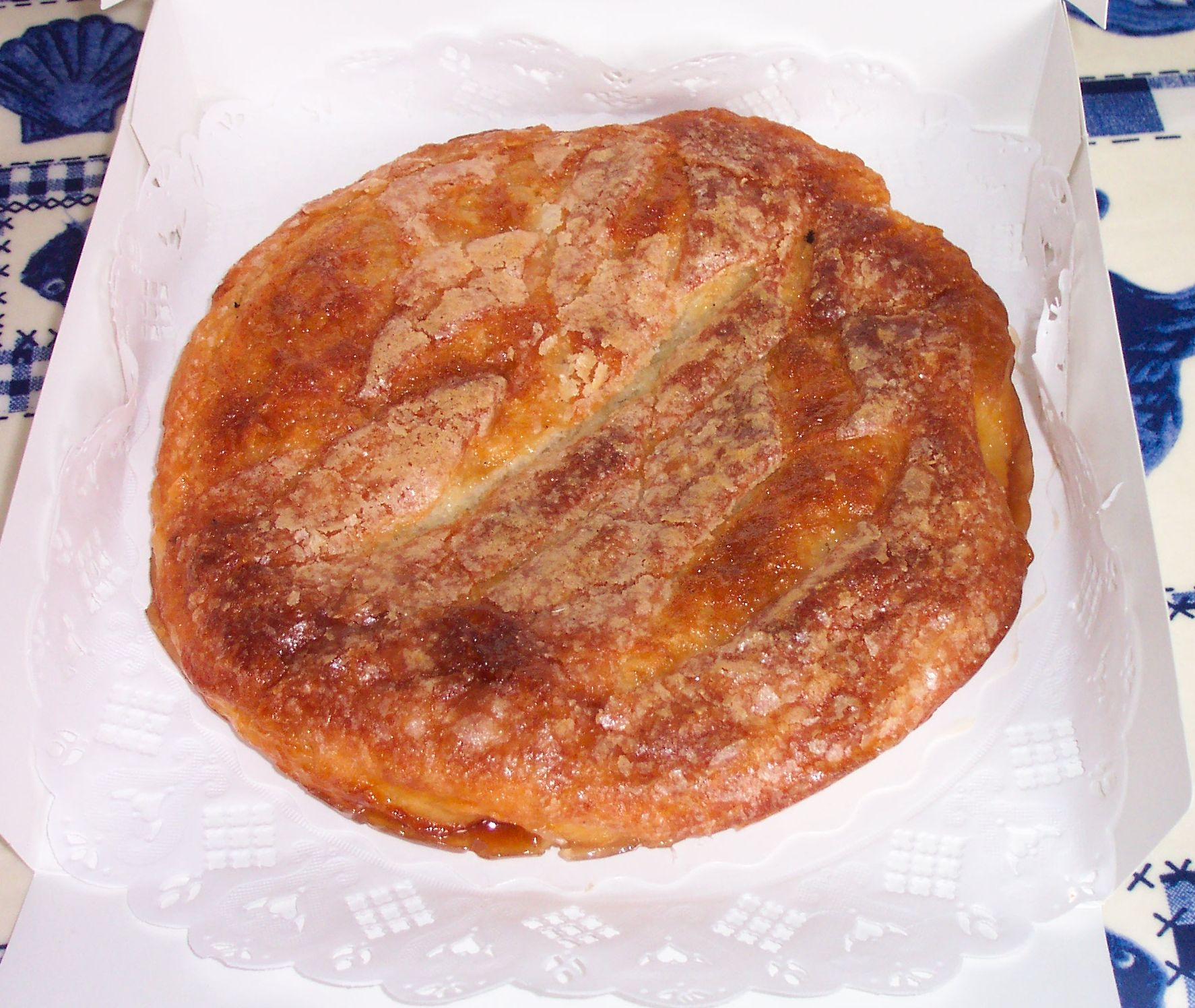
ドゥアルヌネのクイニーアマン

クイニーアマン（ブルトン語：kouign amann, 発音 [,kwiɲaˈmɑ̃nː]）とは、フランスのブルターニュ地方における伝統的な洋菓子の一種である。フィニステール県ドゥアルヌネの名物で、イヴ=ルネ・スコルディア（Yves-René Scordia）というパン職人によって1860年頃に創出された。名称はブルトン語で「バター（amann）の菓子（kouign）」という意味。
作り手によって差はあるものの、一般的に外側は固めの食感で香ばしく、内側は甘味だけでなく塩気も感じられるものが多い。フランスではブルターニュ産の塩バターを用いる。
日本では、洋菓子店の他にパン屋でもしばしば菓子パンの一種として売られている。

## 作り方
強力粉と薄力粉を混ぜたものにドライイースト、砂糖（グラニュー糖）、塩、バターを加えてブリオッシュ風の生地を作り、冷蔵庫でしばらく寝かせる。薄く延ばした生地を折り込んでは冷蔵庫で休ませる工程を繰り返したのち、砂糖（グラニュー糖）とバターを敷いたアルミホイルなどの小さな型で発酵させ、オーブンで焼成する。

## 歴史
イヴ=ルネ・スコルディア（Yves-René Scordia）は1828年7月5日に生まれ、1855年7月16日にマリー・アンヌ・コランティーヌ・グェグァン（Marie Anne Corentine Guéguen）と結婚して1856年にドゥアルヌネでパン屋を開業した。
1860年頃のブルターニュでは、小麦粉が不足し、バターが豊富にある状況であった。このため、小麦粉400g、バター300g、砂糖300gという異常な配分のパン生地が作られた。もちろん、パン生地としては失敗であったが、｢準備したものを無駄にするのは避けよう｣と、これをそのまま焼いたところ、小ぶりなしっかりとしたケーキとなり、美味であった。
イヴ=ルネ・スコルディアは1878年10月11日に他界する。1861年3月10日生まれの娘ユルシュール・ガブリエル・スコルディア（Ursule Gabrielle Scordia）は、エルヴェ・ロラン・クロゾン（Hervé Rolland Crozon）と1879年7月14日に結婚し、パン屋を継いだ。クイニーアマンは定期的に注文されるようになり、しばしば複数の従業員に助けられ、イーストを使わないパン種で素早く作るレシピを発見するに至った。
日本では1998年にブームになった。熱狂的なブームが去った後も、一定のファンが存在し定番商品となっている。